# Knock Knock (película)
Knock Knock (titulada Knock Knock, Seducción fatal en Chile y en Perú, Toc toc en España y El lado oscuro del deseo en México) es una película estadounidense de suspenso erótico de 2015 dirigida por Eli Roth y coescrita junto con Guillermo Amoedo y Nicolás López.
El film está protagonizado por Keanu Reeves, Lorenza Izzo y Ana de Armas. Es un remake de la película de 1977 Death Game, la cual fue dirigida por Peter Traynor.

## Argumento
Evan Webber (Keanu Reeves) es un arquitecto felizmente casado con Karen (Ignacia Allamand), una artista de éxito. Un día su familia va a la playa pero él debe quedarse en casa por cuestiones de trabajo y para esperar una visita médica domiciliaria de su fisioterapeuta, Vivian (Colleen Camp), a causa de una lesión en el hombro. Su esposa le encarga entregar una escultura a su asistente, Louis (Aaron Burns), la cual debe ser enviada a una galería de arte.
Esa noche, en plena lluvia, golpean a la puerta y Evan sale a atender. Allí se encuentra con dos jovencitas llamadas Génesis y Bel (Lorenza Izzo y Ana de Armas), las cuales alegan estar buscando una dirección donde tiene lugar una fiesta. Como no disponen de medios de comunicación piden permiso a Evan para usar su computadora y contactar a una amiga para que les dé la dirección. Evan las deja pasar y les facilita internet y toallas para secarse. Las chicas averiguan la dirección y Evan llama a un taxi pero cuando este llega las chicas no salen y el taxista decide marcharse: Génesis y Bel se habían encerrado en el baño durante casi 45 minutos. Indignado por haber permitido que abusaran de su buena fe, Evan trata de convencerlas de que se marchen. Sin embargo las jóvenes lo seducen y si bien inicialmente se niega, finalmente accede a realizar un trío.
Al día siguiente Evan despierta y comprueba que las chicas todavía están en la casa, aparentemente despreocupadas y sin intenciones de irse. Finalmente, Evan pierde el temperamento y se ofrece a llevarlas a su casa. Entonces descubre que Génesis y Bel han vandalizado la escultura que debía ser entregada a la galería de arte, razón por la cual Evan amenaza con llamar a la policía, pero las jóvenes revelan ser menores de edad. Al poco tiempo llega la fisioterapeuta, quien se molesta al ver a Génesis salir a su encuentro, y se marcha. Al final las chicas acceden a que Evan las lleve a su casa y este así lo hace y las deja en una urbanización en la que supuestamente residen.
De regreso a casa, Evan limpia el desastre e intenta volver a su trabajo. Sin embargo escucha un estrépito y descubre que Génesis y Bel han vuelto. Ellas logran atarlo a la cama y, como sucediera antes, Bel pretende seducir a Evan mediante un juego de rol. Este rechaza someterse al juego hasta que las chicas amenazan con ponerse en contacto con su mujer vía FaceTime. Tras ser violado, Evan consigue liberarse y noquea a Bel pero es reducido por Génesis, la cual le apuñala con el tenedor en su hombro. De nuevo las chicas atan a Evan, esta vez a una silla, y empiezan a torturarlo.
Poco después llega Louis para recoger la escultura. Génesis y Bel se hacen pasar por su sobrina y una amiga de esta. Aunque Louis les sigue el juego en un principio, queda horrorizado al ver a Evan atado y a la escultura vandalizada. Génesis y Bel se apoderan del inhalador de Louis, quien es asmático, de modo que este es incapaz de enfrentarlas cuando sufre un ataque de asma. En consecuencia, Louis fallece tras desmayarse y golpearse en la cabeza con la base del monumento.
Las chicas envuelven el cuerpo sin vida de Louis y cavan una tumba en el jardín. A la mañana siguiente, introducen a Evan dentro de la fosa y lo cubren con tierra dejando fuera su cabeza, amenazando con matarlo con una escultura. De este modo se entretienen un rato más con él, hasta que al final deciden marcharse por voluntad propia, revelando que nunca quisieron matarlo y que no son menores de edad. Al irse, se llevan el perro de la familia y colocan frente a Evan su teléfono móvil de manera que pueda ver la escena sexual con Bel, que fue filmada y colgada en su perfil de Facebook. Finalmente la esposa y los hijos de Evan regresan y se quedan sin palabras al ver lo que ha sucedido.

## Reparto
- Keanu Reeves es Evan Webber.
- Lorenza Izzo es Génesis.
- Ana de Armas es Bel.
- Ignacia Allamand es Karen Alvarado.
- Aaron Burns es Louis.
- Colleen Camp es Vivian.

## Producción

### Rodaje
El 4 de abril de 2014, Keanu Reeves fue elegido para interpretar a Evan Webber. Más adelante se incorporó al reparto Ignacia Allamand.
El rodaje tuvo lugar en Santiago de Chile. El cineasta afirmó que «rodar en Chile es más sencillo que hacerlo en Estados Unidos».

### Estreno
El 26 de enero de 2015, Lionsgate se hizo con los derechos de distribución del film. El estreno tuvo lugar el 23 de enero de 2015 en el Festival de cine de Sundance, y el 9 de octubre del mismo año se estrenó en los cines estadounidenses.

## Recepción
Las críticas recibidas fueron dispares tirando a negativas. Desde Rotten Tomatoes obtuvo una acogida del 33% en un total de sesenta reseñas con una puntuación de 5,2 de 10. En la mayor parte de los comentarios se coincidió en que «Knock Knock ofrece mucho talento para llevar su sátira al terreno del terror físico»; sin embargo añadieron que «no fue suficiente para salvar una historia repetitiva y exagerada». En Metacritic, el film recibió un porcentaje de acogida de un 55%, con un total de veinte críticas, que también fueron dispares.
Por otro lado, la website Dread Central fue más benevolente y puntuó la producción con cuatro estrellas de cinco y comentó: «Tenemos una película sobre un allanamiento de morada que bien podría ir indicada al público para que se lo pensaran dos veces antes de ofrecer su hospitalidad a extraños en una noche oscura y tormentosa».